# Cohenita
La cohenita és un mineral de la classe dels elements natius que pertany al subgrup de la cohenita. Rep el seu nom en honor d'Emil Wilhelm Cohen (1842–1905), professor de mineralogia de la Universitat de Greifswald, Alemanya.

## Característiques
La cohenita és un carbur de ferro, níquel i cobalt de fórmula química (Fe,Ni,Co)₃C. Cristal·litza en el sistema ortoròmbic. Es troba com plaques imperfectes o cristalls en forma d'agulles. També se'n pot trobat en dendrites fent intercreixements eutèctics amb ferro. La seva duresa a l'escala de Mohs es troba entre 5,5 i 6. En els aliatges de ferro tècnics, la cohenita és ben coneguda en la seva fase sintètica, la qual s'anomena cementita. És un mineral molt relacionat amb l'austenita.
Segons la classificació de Nickel-Strunz, la cohenita pertany a «01.BA - Carburs» juntament amb els següents minerals: haxonita, isovita, tongbaïta, khamrabaevita, niobocarbur, tantalcarbur, qusongita i yarlongita.

## Formació i jaciments
Va ser descoberta l'any 1889 al meteorit trobat l'any 1840 a Magura, Slanica (Námestovo, Eslovàquia), meteorit en el qual també va ser descoberta la schreibersita. Posteriorment se n'ha trobat en molts altres meteorits al llarg dels sis continents. Als territoris de parla catalana només ha estat descrita al meteorit de Nulles, una condrita ordinària recollida en aquest municipi de la comarca de l'Alt Camp l'any 1851.